# Hugo Gatti
Hugo Orlando Gatti (19. srpna 1944, Carlos Tejedor – 20. dubna 2025) byl argentinský fotbalista.
Hrál na postu brankáře, především za Gimnasia y Esgrima La Plata a CA Boca Juniors. Byl na MS 1966.

## Hráčská kariéra
Hugo Gatti chytal za Atlantu, CA River Plate, Gimnasia y Esgrima La Plata, Unión Santa Fe a CA Boca Juniors.
Za Argentinu chytal 18 zápasů. Byl na MS 1966.

## Úspěchy
Boca Juniors
- Primera División (3): 1976 Metropolitano, 1976 Nacional, 1981 Metropolitano
- Copa Libertadores (2): 1977, 1978
- Interkontinentální pohár (1): 1977

Individuální
- Argentinský fotbalista roku: 1982